# Cernier
Cernier (toponimo francese) è una frazione di 2 285 abitanti del comune svizzero di Val-de-Ruz (Canton Neuchâtel).

## Geografia fisica
Cernier si trova nella valle Val-de-Ruz formata dal fiume Le Seyon, a nord del lago di Neuchâtel.

## Storia
Già comune autonomo che si estendeva per 9,11 km² e che comprendeva anche la frazione di Montagne, in seguito all'esito favorevole del referendum del 27 novembre 2011 il 1º gennaio 2013 è stato aggregato agli altri comuni soppressi di Boudevilliers, Chézard-Saint-Martin, Coffrane, Dombresson, Engollon, Fenin-Vilars-Saules, Fontainemelon, Fontaines, Le Pâquier, Les Geneveys-sur-Coffrane, Les Hauts-Geneveys, Montmollin, Savagnier e Villiers per formare il nuovo comune di Val-de-Ruz, del quale Cernier ospita la sede municipale. È stato il capoluogo del distretto di Val-de-Ruz dal 1877 fino alla sua soppressione nel 2017.

## Monumenti e luoghi d'interesse
- Chiesa parrocchiale riformata di Nostra Signora, attestata dal 1535[2];
- Chiesa parrocchiale cattolica di Nostra Signora dell'Assunzione, eretta nel 1908[2].

## Società

### Evoluzione demografica
L'evoluzione demografica è riportata nella seguente tabella:
Abitanti censiti

## Economia

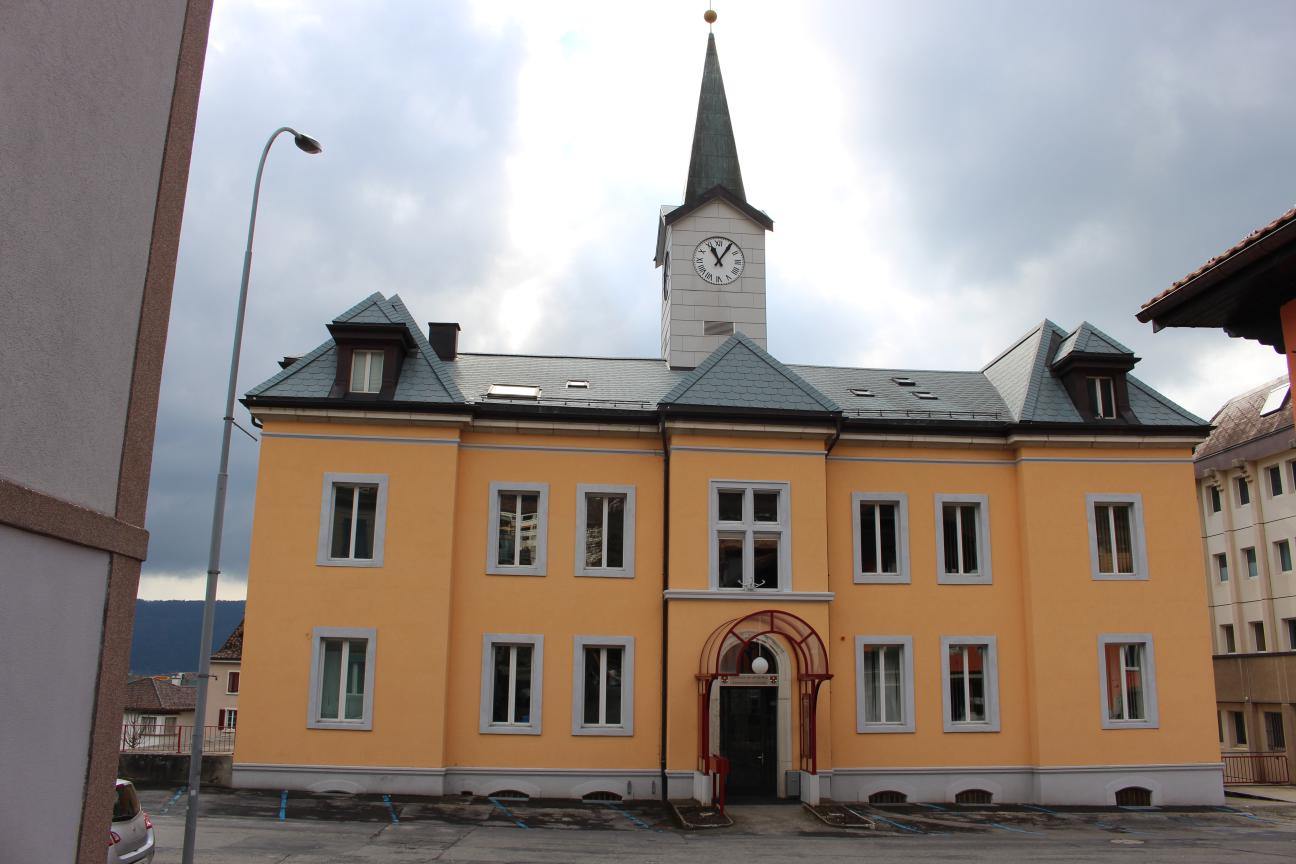
Il municipio di Val-de-Ruz

Cernier è un paese prevalentemente residenziale e commerciale, centro dei servizi della Val-de-Ruz.